# Louis Hon
Louis Hon (Couches-les-Mines, 11 settembre 1924 – Fréjus, 5 gennaio 2008) è stato un allenatore di calcio e calciatore francese, di ruolo difensore.

## Carriera
Fu il primo calciatore francese nella storia del Real Madrid.
Muore d'infarto a 83 anni, il 5 gennaio 2008.

## Palmarès

### Allenatore
- Segunda División: 1

Betis Siviglia: 1959-1960
- Coppa di Spagna: 1

Real Saragozza: 1965-1966
- Coppa di Francia: 1

Olympique Lione: 1966-1967
- Campionato francese di seconda divisione: 1

Angers: 1968-1969